# کلوپینا
کلوپینا (به چکی: Klopina) یک منطقهٔ مسکونی در جمهوری چک است که در ناحیه شومپرک واقع شده‌است. کلوپینا ۱۲٫۹۵ کیلومتر مربع مساحت و ۵۹۸ نفر جمعیت دارد و ۳۰۶ متر بالاتر از سطح دریا واقع شده‌است.